# Gmina Ludvika
Gmina Ludvika (szw. Ludvika kommun) – gmina w Szwecji, w regionie Dalarna, siedzibą jej władz jest Ludvika.
Pod względem zaludnienia Ludvika jest 96. gminą w Szwecji. Zamieszkuje ją 25 782 osób, z czego 50,23% to kobiety (12 950) i 49,77% to mężczyźni (12 832). W gminie zameldowanych jest 809 cudzoziemców. Na każdy kilometr kwadratowy przypada 17,19 mieszkańca. Pod względem wielkości gmina zajmuje 62. miejsce.